# كأس فنلندا 2010
كأس فنلندا 2010 (بالفنلندية: Jalkapallon Suomen Cup 2010)‏ هو موسم من كأس فنلندا. أشرف على تنظيمه اتحاد فنلندا لكرة القدم، وكان عدد الأندية المشاركة فيه 271، وفاز فيه نادي توركو.